# Anders Fredrik Liljeholm
Anders Fredrik Liljeholm (i riksdagen kallad Liljeholm i Göteborg), född 20 februari 1844 i Hedemora, död 18 februari 1916 i Annedal, var en svensk lärare, läromedelsförfattare och politiker (liberal). 
Anders Fredrik Liljeholm, som var son till en arrendator, tog examen vid Hedemora småskollärarseminarium 1868 och Uppsala folkskollärarseminarium 1871. Han verkade som folkskollärare i Göteborg 1872–1909, åren 1892–1893 och 1904–1909 som överlärare. Han författade också läroböcker i svenska och bibliska historien.
Han var riksdagsledamot i andra kammaren 1888–1902 för Göteborgs stads valkrets. I riksdagen tillhörde han Andra kammarens center 1889–1894, Frihandelsvänliga centern 1895–1897, Friesenska diskussionsklubben 1898–1899 och slutligen Liberala samlingspartiet 1900–1902. Han var bland annat suppleant i konstitutionsutskottet 1891–1899 och ledamot där 1900–1902. Som riksdagsledamot engagerade han sig bland annat i utbildningsfrågor samt för rösträttsreformer.